# الكتلة المناهضة للفاشية

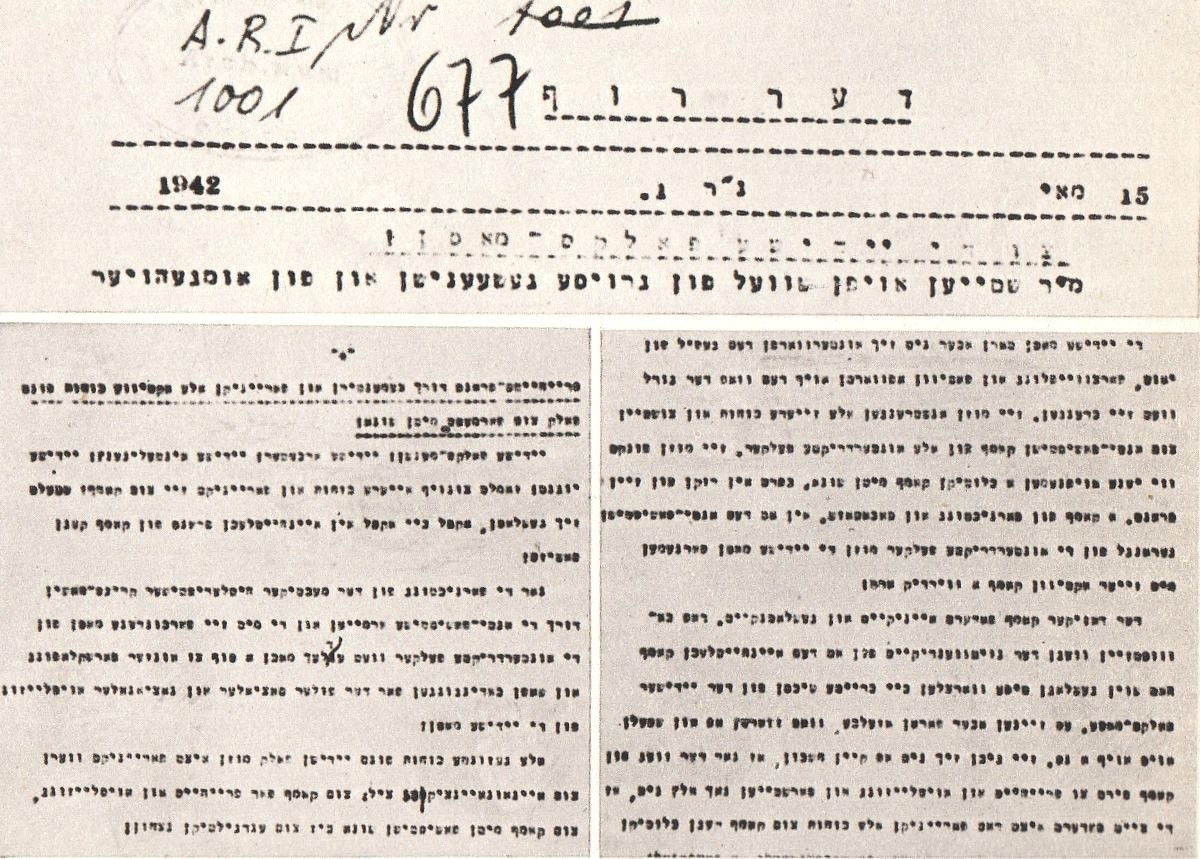
إعلان الكتلة المناهضة للفاشية (15 مايو 1942)

الكتلة المناهضة للفاشية منظمة لليهود البولنديين تشكلت في مارس 1942 في حي اليهود في وارسو. تم إنشاؤه بعد الاتفاق على تحالف بين الأحزاب اليسارية الصهيونية والشيوعية والاشتراكية اليهودية. وكانت المبادرين للكتلة مردخاي أنييليويز، جزف Lewartowski (آرون فنكلستين) من حزب العمال البولندي، جوزيف كابلان من هشومير هتسعير، Szachno ساجان من Poale صهيون، جوزيف ساك كممثل للصهيونية الاشتراكية وإسحاق كوكيرمان. لم ينضم البوند اليهودي إلى الكتلة على الرغم من تمثيلهم في مؤتمره الأول بواسطة أبراهام بلوم وموريسي أورزيك. وفقا لهيرز بيرلينسكي وإزاك كوكيرمان، لم ينضم البوند لأنهم كانوا ينتظرون تشكيل منظمة اشتراكية عامة تضم البولنديين غير اليهود.
كانت المنظمة نشطة في الأحياء اليهودية لبولندا المحتلة وفي الحكومة العامة وفي سيليزيا. كانت بمثابة أساس للمقاومة المنظمة ضد الألمان. كما نشر في الصحف السرية.
شارك أعضاء المنظمة في انتفاضة غيتو وارسو وانتفاضة غيتو بياليستوك، بعد دمجها في هياكل منظمة القتال اليهودية. في بياويستوك عملت الكتلة تحت اسم «كتلة مكافحة الفاشية القتالية». قبل الانتفاضات، نظمت الكتلة عملية هروب من الأحياء اليهودية.